# Cheilanthes kaulfussii
Cheilanthes kaulfussii là một loài thực vật có mạch trong họ Adiantaceae. Loài này được Kunze miêu tả khoa học đầu tiên năm 1839.